# Tedy Bruschi
Tedy Lacap Bruschi (* 9. Juni 1973 in San Francisco, Kalifornien) ist ein ehemaliger US-amerikanischer American-Football-Spieler. Seit 1996 spielte er für die New England Patriots auf der Position des Inside Linebackers. Am 31. August 2009 ging er in den Ruhestand.

## Karriere
Bruschi ging auf die University of Arizona, dort spielte er in der NCAA Division I-A und hatte dort den Rekord der meisten Quarterback Sacks.
1996 wurde er beim NFL Draft in der dritten Runde von den Patriots rekrutiert.
Bruschi hatte die Vorliebe Pässe der Gegner zu fangen (Interception) und diese dann zu einem Touchdown zu bringen. Seine Karriere umfasst über 800 Tackles, 27 Sacks und 11 Interceptions, von denen er vier zu einem Touchdown machte. 12 der 27 Sacks machte Bruschi im vierten Quarter (engl. Viertel). 2005 schaffte Bruschi es bis zum Pro Bowl, aber direkt danach musste er wegen schweren Erkrankungen (leichter Schlaganfall – mild stroke) für einige Monate ins Krankenhaus. Zur normalen Season konnte Bruschi wieder spielen. Deshalb gewann er den Co-NFL Comeback POY (Preis für das beste Comeback).
Bruschi gilt aufgrund seiner Fähigkeit Spielzüge des Gegners schnell zu erkennen (Antizipation) als einer der besten Linebacker der Liga. Im Februar 2009 unterschrieb Tedy Bruschi einen neuen Dreijahresvertrag bis 2011 bei den Patriots, mit der Option danach ins Management der Patriots zu wechseln, trat aber schon im September 2009 seinen Ruhestand an.
Außerhalb vom Spiel ist Bruschi ein Saxophonspieler und lebt mit seiner Frau Heidi und seinen drei Kindern in North Attleborough, Massachusetts.